# Dora Tchakounté
Dora Tchakounté, née le 23 mars 1995 à Yaoundé, est une haltérophile  camerounaise puis française.
Elle est sacrée championne de France dans la catégorie des moins de 58 kg en 2016 et 2018.
Aux Championnats d'Europe d'haltérophilie 2021 à Moscou, elle obtient la médaille de bronze au total et à l'épaulé-jeté ainsi que la médaille d'argent à l'arraché.
Elle se classe quatrième de l'épreuve des moins de 59 kg aux Jeux olympiques d'été de 2020, à un kilo de la Japonaise Mikiko Ando.
En juin 2022, elle décroche le titre de championne d'Europe des moins de 59 kg avec 213 kilos soulevés au total ; elle est médaillée d'or à l'arraché et à l'épaulé-jeté.